# The Barnstormers (film 1914)
The Barnstormers è un cortometraggio muto del 1914 diretto da Lloyd Ingraham. Prodotto dalla Powers Picture Plays, il film aveva come interpreti Ray Gallagher, Edna Maison, Burton Law, Duke Worne, Queenie Rosson, Beatrice Van, Jim Mason.

## Trama
Non potendo pagare il conto molto salato dell'albergo, una compagnia di giro resta bloccata in una cittadina di provincia. I teatranti, per risolvere i loro problemi finanziari, pensano allora di mettere a frutto la debolezza del giovane figlio del portiere che è rimasto affascinato dalle grazie della soubrette. Offrono così al giovanotto di entrare nella compagnia come attore se suo padre cancellerà il debito e finanzierà il loro prossimo spettacolo. I genitori, due sempliciotti, sono entusiasti della proposta e padre e figlio partono, aggregati alla troupe. Ma le cose non vanno affatto bene: il nuovo spettacolo, che debutta in un'altra città, non ha successo e il novello finanziatore deve affrontare il mare di bollette che arriva a suo nome. Rimasto al verde, i bagagli impegnati, il vecchio si rende conto di non riuscire più a farcela. Rompe con la compagnia e telegrafa alla moglie di mandargli del denaro. Ricevendo come risposta che lui e il figlio possono tornare a casa usando i piedi che hanno per camminare. Ai due non resta che seguire quel consiglio che li porterà stancamente fino a casa.

## Produzione
Il film fu prodotto da Pat Powers per la sua casa di produzione, la Powers Picture Plays.

## Distribuzione
Distribuito dalla Universal Film Manufacturing Company, il film - un cortometraggio in una bobina - uscì nelle sale statunitensi il 14 agosto 1914.